# Eva Levenius
Eva Levenius, född Heinilä 28 juni 1899 i Helsingfors, död 16 februari 1946 i Helsingfors, var en finländsk konstnär.

## Biografi
Efter avslutade skolstudier ägnade sig Levenius åt sångstudier, men bytte bana i början av 1920-talet för att istället studera måleri. Hon utbildades av E. Lutsinski 1924–1927, Albert Gebhard 1929–1929 och William Lönnberg 1931. Levenius studerade även i Paris innan hon gjorde sin debut som konstnär vid Finska konstnärernas årsutställning 1932 i Helsingfors konsthall.
Levenius målningar var oftast av motiven nature morte, figurkomposition samt nakenstudier. Hon har bland annat gjort sig känd som en efterföljare till franska målaren André Lhote.

## Utställningar
| År   | Datum                    | Titel                                    | Plats                 |
| ---- | ------------------------ | ---------------------------------------- | --------------------- |
| 1933 | 25 mars - 16 april       | Finska konstnärernas 41:a årsutställning | Helsingfors konsthall |
| 1933 | 17 oktober - 12 november | Allmän konstutställning                  | Helsingfors konsthall |
| 1934 | 17 november - 2 december | Allmän konstutställning                  | Helsingfors konsthall |
| 1934 | 3 mars - 28 mars         | Finska konstnärernas 42:a årsutställning | Helsingfors konsthall |
| 1936 | 4 april - 19 april       | Finska konstnärernas 44:e årsutställning | Helsingfors konsthall |
| 1937 | 13 mars - 28 mars        | Finska konstnärernas 45:e årsutställning | Helsingfors konsthall |
| 1938 | 9 april - 24 april       | Finska konstnärernas 46:e årsutställning | Helsingfors konsthall |
| 1939 | 21 oktober - 12 november | Allmän konstutställning                  | Helsingfors konsthall |

## Familj
Eva Levenius var gift med Hugo Levenius. De fick en son tillsammans.